# Alfred García
Alfred García Castillo (El Prat de Llobregat, 14 marzo 1997) è un cantante spagnolo.
Ha rappresentato la Spagna all'Eurovision Song Contest 2018 con il brano Tu canción con Amaia Romero.

## Biografia
Nato nella comunità autonoma della Catalogna, Alfred García ha iniziato a prendere lezioni di canto e di trombone all'età di sette anni. Ha inoltre imparato a suonare la chitarra, la batteria e la tastiera come autodidatta. Ha ricevuto formazione musicale presso l'Unió Filharmònica del Prat. Ha poi studiato Comunicazione audiovisiva all'università, mentre frequentava anche il terzo anno di studi superiori di musica jazz e musica moderna presso la Taller de Músics, una scuola di Barcellona.
Nel 2012, all'età di quindici anni, García ha pubblicato il suo primo album autoprodotto Beginning, da cui è stato tratto il suo primo singolo She Looks So Beautiful. Nel 2016 ha realizzato l'album Inblack (Volume One) e ha composto la colonna sonora del film A Free Christmas Story. Nello stesso anno ha preso parte alla quarta edizione di La Voz, versione spagnola del programma The Voice. Si è presentato all'audizione con una cover di Waiting on the World to Change di John Mayer, ma non è stato scelto da nessun coach ed è stato eliminato.
Nel 2017 ha preso parte alla nona edizione di Operación Triunfo, versione spagnola del programma Operazione Trionfo, arrivando in finale e classificandosi al 4º posto. La compilation contenente le sue esibizioni al talent ha raggiunto la 5ª posizione della classifica spagnola degli album.
Terminato il programma, ha partecipato a Operación Triunfo Gala Eurovisión, serata speciale dedicata alla ricerca del rappresentante spagnolo all'Eurovision Song Contest 2018. Si è presentato con tre brani: Camina (con Aitana, Amaia, Ana Guerra e Miriam), Tu canción (in duetto con Amaia) e Que nos sigan las luces. Tu canción è stato selezionato come brano vincitrice, concedendogli il diritto di rappresentare la Spagna al festival europeo a Lisbona. Il duo si è esibito nella serata finale della manifestazione, tenutasi il 12 maggio 2018, classificandosi al 23º posto su 26 partecipanti con 61 punti. Il brano ha raggiunto la 3ª posizione della classifica spagnola dei singoli ed è stato certificato disco di platino dalla Productores de Música de España con oltre 40 000 unità vendute a livello nazionale.
Alfred García ha firmato con la Universal Music Spain per il suo primo album dopo Operación Triunfo. 1016 è uscito nel dicembre 2018 ed è entrato alla 2ª posizione della classifica spagnola, vendendo 40 000 copie e ottenendo un disco di platino. Nel 2021 è uscito il nuovo album 1997, che si è fermato al 5º posto in classifica.
Nell'ottobre 2022 è stata annunciata la sua partecipazione al Benidorm Fest 2023, festival che ha decretato il rappresentante spagnolo all'annuale Eurovision Song Contest, con il brano Desde que tú estás, senza accedere alla finale.

## Discografia

### Album in studio
- 2012 – Beginning
- 2016 – Inblack (Volume One)
- 2018 – 1016
- 2021 – 1997

### Album live
- 2019 – 1016 en directo: Fin de gira

### Raccolte
- 2018 - Sus canciones

### Singoli
- 2012 – She Looks So Beautiful
- 2018 – Camina (con Aitana, Amaia, Ana Guerra e Miriam)
- 2018 – Tu canción (con Amaia)
- 2018 – Que nos sigan las luces
- 2018 – De la Tierra hasta Marte
- 2019 – Wonder (con Pavvla)
- 2019 – Londres
- 2019 – Amar volar al invierno
- 2021 – Los espabilados
- 2021 – Praia dos moinhos
- 2021 – Toro de cristal
- 2022 – 2001
- 2022 – Desde que tú estás

#### Come featuring
- 2019 – Cicatriz (Isma Romero feat. Alfred García)